# Кастельпетрозо
Кастельпетрозо (итал. Castelpetroso) — коммуна в Италии, располагается в регионе Молизе, в провинции Изерния.
Население составляет 1642 человека (2008 г.), плотность населения составляет 75 чел./км². Занимает площадь 22 км². Почтовый индекс — 86090. Телефонный код — 0865.
Покровителем коммуны почитается святитель Мартин Турский, празднование 11 ноября.

## Демография
Динамика населения:

## Администрация коммуны
- Официальный сайт: